# Bombardeo de Homs de 2024
El bombardeo de Homs fueron una serie de ataques aéreos con misiles llevados a cabo por las Fuerzas de Defensa de Israel (FDI), que tuvieron lugar el 7 de febrero de 2024, contra varios lugares de Homs, en el centro de Siria, matando a diez personas, incluidos seis civiles y dos miembros de Hezbolá. Los ataques con misiles se produjeron después de que la Fuerza Aérea de los Estados Unidos atacara varios objetivos en Irak y Siria el 2 de febrero de 2024.

## Antecedentes
Desde el comienzo de la guerra entre Israel y Gaza el 7 de octubre de 2023, se produjo una escalada de los ataques israelíes contra Siria. Israel llevó a cabo sistemáticamente ataques con misiles contra lugares que afirmaba tenían vínculos con Irán desde que estalló la guerra civil siria en 2011, y rara vez ha comentado sobre estas acciones. Ha habido una presencia iraní en Siria desde el comienzo de la guerra civil siria, con fuerzas iraníes reforzando al gobierno del presidente Bashar al-Assad contra las fuerzas rebeldes y yihadistas.
El 2 de febrero de 2024, la Fuerza Aérea de los Estados Unidos lanzó varios ataques contra lo que afirmó eran objetivos vinculados con milicias en Irak y Siria, matando a 45 personas como represalia por el ataque con aviones no tripulados contra la base estadounidense de Torre 22, una base estadounidense en Jordania, cerca de la frontera con Siria, que mató a tres soldados estadounidenses y dejó entre 25 y 34 heridos.

## Ataques
A las 00:30 hora local, Israel lanzó varios ataques con misiles contra Homs desde la dirección del norte de Trípoli en el Líbano, el ataque tuvo como objetivo la base aérea de Shayrat y otros lugares cercanos a la ciudad de Homs y al campo. Los ataques con misiles demolieron un edificio en uno de los distritos más ricos de Homs, así mismo alcanzaron otros lugares presuntamente vinculados a las milicias. Se produjeron daños a la propiedad privada y pública en el barrio de al-Malaab y la calle Hamra, donde se escucharon al menos nueve explosiones.
Según el director del Observatorio Sirio de Derechos Humanos, Rami Abdel Rahman, diez personas murieron, entre ellas seis civiles y dos miembros de Hezbolá. Entre los muertos había tres estudiantes, una mujer y un niño.
Los medios estatales sirios afirmaron que la Fuerza de Defensa Aérea Siria interceptó y derribó varios misiles israelíes.